# Anders Aplin
Anders Eric Aplin (* 21. Juni 1991 in Singapur) ist ein singapurischer Fußballspieler.

## Karriere

### Verein
Anders Aplin spielte bis Ende 2015 beim Singapore Recreation Club. 2016 unterschrieb er einen Vertrag bei Geylang International. Der Verein spielte in der ersten singapurischen Liga, der S. League. 2018 wechselte er auf Leihbasis zum Matsumoto Yamaga FC nach Japan. Der Klub aus Matsumoto spielte in der zweiten Liga, der J2 League. Am Ende der Saison wurde er mit dem Klub Zweitligameister und stieg in die erste Liga auf. 2019 kehrte er aus Japan zurück. 2020 unterschrieb er einen Vertrag beim ebenfalls in der ersten Liga spielenden Hougang United. Am 19. November 2022 stand er mit Hougang im Finale des Singapore Cup. Das Finale gegen die Tampines Rovers gewann man mit 3:2.

### Nationalmannschaft
Anders Aplin spielte einmal für die singapurische Nationalmannschaft. Hier wurde er am 27. März im Spiel der Asian-Cup-Qualifikation gegen Taiwani eingesetzt.

## Erfolge
Matsumoto Yamaga FC
- J2 League: 2018  ▲

Hougang United
- Singapore Cupsieger: 2022